# Guido III di Spoleto
Guido da Spoleto (... – 883) fu duca di Spoleto dall'880 alla morte.
È talvolta citato con altri numerali, in quanto terzo della dinastia dei Guidonidi (e a quest'ordine fa riferimento il numerale qui usato) e secondo duca di Spoleto a nome Guido. La sua identità è in particolare confusa con quella di Guido II di Spoleto, suo zio e successore al ducato, e che fu altresì re e imperatore.

## Biografia

### Gioventù
Figlio di Lamberto I, duca di Spoleto, apparteneva al potente lignaggio dei Guidonidi, imparentati con la dinastia Carolingia tramite Adelaide di Lombardia, figlia di Pipino d'Italia e bisnonna di Guido.
Poco si sa della sua gioventù: suo padre, duca di Spoleto, si era più volte ribellato all'imperatore Ludovico II e tra l'871 e l'876 era stato bandito e si era rifugiato a Benevento, dove forse Guido III visse con lui e ricevette parte della sua educazione.
Nell'876 Lamberto venne restaurato come duca di Spoleto da Carlo il Calvo e negli anni seguenti fu in conflitto diretto con papa Giovanni VIII, prima per conto dell'imperatore e poi per conto proprio, ottenendo infine una scomunica che non gli fu rimossa nemmeno in punto di morte, nell'880, mentre assediava Capua. Guido gli succedette immediatamente come duca.

### Duca di Spoleto
Papa Giovanni VIII sperava di essersi sbarazzato del suo principale nemico, e come atto di buona fede invitò il nuovo duca a Roma per pacificarsi con lui. Guido III rispose raccogliendo l'esercito sotto le mura di Capua e portandolo direttamente a Roma, cui pose l'assedio. Ciò gli valse il soprannome di "Rabbia", datogli direttamente dal papa che denunciò la sua violenza ai grandi dell'impero in varie lettere allarmate.
Carlo il Grosso, re d'Italia e signore di Guido, riprese più volte il duca, pur senza agire direttamente contro di lui. Papa Giovanni VIII gli offrì quindi la corona imperiale in cambio della sua protezione, ma fu solo nel febbraio dell'882 che egli tenne a Ravenna una grande dieta. Qui Guido III e suo zio Guido II, marchese di Camerino si presentarono invocando il perdono imperiale e giurarono di restituire le terre sottratte al papa.
La pace era apparentemente ricomposta, ma già in marzo Giovanni VIII denunciava le false promesse dei Guidoni. Nel maggio 883 in una nuova dieta a Nonantola il papa portò le sue istanze e Guido, accusato di fellonia, fu costretto alla fuga. Si fortificò nel suo ducato e, mentre incombeva su di lui un esercito guidato da Berengario I, duca del Friuli, fece ricorso all'alleanza con i predoni Saraceni che terrorizzavano l'Italia centrale.
L'esercito imperiale fu costretto a ritirarsi in estate da un'epidemia che era scoppiata tra le sue truppe. Guido III non poté rallegrarsi a lungo della vittoria perché in quello stesso anno, forse proprio in seguito alla pestilenza, venne a morte.
Essendo suo figlio Guido troppo giovane per succedergli, il ducato passò allo zio Guido II di Camerino.

## Famiglia e figli
Ebbe un figlio, Guido IV.